# Tony Mårtensson
Tony Mårtensson (Kalix, 23 giugno 1980) è un dirigente sportivo ed ex hockeista su ghiaccio svedese, che giocava nel ruolo di ala destra.

## Carriera
Ha giocato stagione 2008-09 gioca nella Kontinental Hockey League prima con l'Ak Bars Kazan poi dalla stagione 2009-10 gioca con lo SKA San Pietroburgo. In precedenza ha giocato Elitserien con il Brynäs e il Linköpings HC e nella National Hockey League con la squadra dei Mighty Ducks of Anaheim.

## Statistiche
Statistiche aggiornate ad aprile 2013..

### Club
| Stagione   | Squadra                 | Stagione regolare | Stagione regolare | Stagione regolare | Stagione regolare | Stagione regolare | Stagione regolare | Playoff | Playoff | Playoff | Playoff | Playoff |
| Stagione   | Squadra                 | Lega              | P                 | G                 | A                 | Pt                | PIM               | P       | G       | A       | Pt      | PIM     |
| ---------- | ----------------------- | ----------------- | ----------------- | ----------------- | ----------------- | ----------------- | ----------------- | ------- | ------- | ------- | ------- | ------- |
| 1996-97    | Arlanda HC              | Division 1        | 1                 | 0                 | 0                 | 0                 | 0                 | -       | -       | -       | -       | -       |
| 1997-98    | Arlanda HC              | Division 1        | 12                | 2                 | 4                 | 6                 | 0                 | 2       | 0       | 0       | 0       | 0       |
| 1998-99    | Arlanda HC              | Division 1        | 37                | 8                 | 22                | 30                | 8                 | 2       | 0       | 0       | 0       | 2       |
| 1999-00    | Arlanda HC              | Allsvenskan       | 44                | 21                | 28                | 49                | 14                | -       | -       | -       | -       | -       |
| 2000-01    | Brynäs IF               | Elitserien        | 50                | 15                | 11                | 26                | 20                | 4       | 0       | 1       | 1       | 2       |
| 2001-2002  | Brynäs IF               | Elitserien        | 50                | 9                 | 17                | 26                | 14                | 4       | 1       | 3       | 4       | 0       |
| 2002-03    | Cincinnati Mighty Ducks | AHL               | 79                | 17                | 36                | 53                | 20                | -       | -       | -       | -       | -       |
| 2003-04    | Cincinnati Mighty Ducks | AHL               | 67                | 16                | 34                | 50                | 20                | 9       | 3       | 10      | 13      | 4       |
| 2003-04    | Mighty Ducks of Anaheim | NHL               | 6                 | 1                 | 1                 | 2                 | 0                 | --      | --      | --      | --      | --      |
| 2004-05    | Linköpings HC           | Elitserien        | 50                | 13                | 21                | 34                | 12                | 5       | 0       | 1       | 1       | 0       |
| 2005-06    | Linköpings HC           | Elitserien        | 49                | 16                | 30                | 46                | 32                | 13      | 2       | 6       | 8       | 2       |
| 2006-07    | Linköpings HC           | Elitserien        | 55                | 18                | 36                | 54                | 20                | 15      | 2       | 9       | 11      | 16      |
| 2007-08    | Linköpings HC           | Elitserien        | 55                | 17                | 50                | 67                | 36                | 16      | 3       | 15      | 18      | 4       |
| 2008-09    | Ak Bars Kazan           | KHL               | 55                | 12                | 35                | 47                | 22                | 21      | 7       | 9       | 16      | 2       |
| 2009-10    | Linköpings HC           | Elitserien        | 55                | 19                | 44                | 63                | 26                | 12      | 5       | 7       | 12      | 2       |
| 2010-11    | SKA San Pietroburgo     | KHL               | 54                | 10                | 22                | 32                | 28                | 11      | 0       | 2       | 2       | 4       |
| 2011-12    | SKA San Pietroburgo     | KHL               | 54                | 23                | 38                | 61                | 10                | 15      | 1       | 3       | 4       | 2       |
| 2012-13    | SKA San Pietroburgo     | KHL               | 52                | 19                | 24                | 43                | 20                | 15      | 6       | 9       | 15      | 8       |
| Totale KHL | Totale KHL              | Totale KHL        | 215               | 64                | 120               | 184               | 80                | 62      | 14      | 24      | 38      | 16      |

## Palmarès

### Club
- Coppa Gagarin: 2

 Ak Bars Kazan’: 2009
 SKA Pietroburgo: 2015
- Coppa Spengler: 1

 SKA Pietroburgo: 2010

### Nazionale
- Campionato mondiale di hockey su ghiaccio: 1

 Svezia: 2006
- Campionato mondiale di hockey su ghiaccio: 2

 Svezia: 2009, 2010
- Campionato europeo di hockey su ghiaccio Under-18: 1

 Svezia U-18: 1998

### Individuale
- KHL All-Star Game: 2

2008-2009, 2011-2012
- Guldhjälmen: 1

2007-2008
- Elitserien All-Star Team: 2

2007-2008; 2009-2010